# YRF Spy Universe
Das YRF Spy Universe ist eine indische Spionage-Action-Filmreihe, die sich um fiktive Agenten des RAW dreht. Die Filme werden von Yash Raj Films produziert und vertrieben. 2012 erschien mit Mission Liebe – Ek Tha Tiger der erste Film der Reihe, er erhielt zwei Fortsetzungen und zwei Ableger. Zwei weitere Filme sind derzeit in Arbeit.

## Überblick
| Nr. | Premiere      | Film                         | Regie           | Drehbuch                                           | Geschichte                                    | Produktion    |
| --- | ------------- | ---------------------------- | --------------- | -------------------------------------------------- | --------------------------------------------- | ------------- |
| 01  | 15. Aug. 2012 | Mission Liebe – Ek Tha Tiger | Kabir Khan      | Kabir Khan, Neelesh Misra                          | Aditya Chopra                                 | Aditya Chopra |
| 02  | 21. Dez. 2017 | Tiger Zinda Hai              | Ali Abbas Zafar | Ali Abbas Zafar                                    | Writer Bhaiya, Neelesh Misra, Ali Abbas Zafar | Aditya Chopra |
| 03  | 2. Okt. 2019  | War                          | Siddarth Anand  | Shridhar Raghavan, Siddharth Anand, Abbas Tyrewala | Siddharth Anand, Aditya Chopra                | Aditya Chopra |
| 04  | 25. Jan. 2023 | Pathaan                      | Siddarth Anand  | Shridhar Raghavan, Abbas Tyrewala                  | Siddharth Anand                               | Aditya Chopra |
| 05  | 10. Nov. 2023 | Tiger 3                      | Maneesh Sharma  | Shridhar Raghavan, Anckur Chaudhry                 | Aditya Chopra                                 | Aditya Chopra |
| 06  | 14. Aug. 2025 | War 2                        | Ayan Mukerji    | Shridhar Raghavan, Abbas Tyrewala                  | Aditya Chopra                                 | Aditya Chopra |
| 07  | 25. Dez. 2025 | Alpha                        | Shiv Rawail     | Shridhar Raghavan                                  | Shiv Rawail                                   | Aditya Chopra |
| 08  | 2026          | Pathaan 2                    | –               | –                                                  | –                                             | –             |
| 09  | 2026          | Tiger vs Pahtaan             | Siddharth Anand | –                                                  | –                                             | –             |

## Wiederkehrende Charaktere
| Rolle                         | Film                         | Film                 | Film            | Film             | Film                 | Film           |
| Rolle                         | Mission Liebe – Ek Tha Tiger | Tiger Zinda Hai      | War             | Pathaan          | Tiger 3              | War 2          |
| ----------------------------- | ---------------------------- | -------------------- | --------------- | ---------------- | -------------------- | -------------- |
| Avinash Singh Rathore / Tiger | Salman Khan                  | Salman Khan          |                 | Salman Khan      | Salman Khan          | Salman Khan    |
| Zoya Himaini                  | Katrina Kaif                 | Katrina Kaif         |                 |                  | Katrina Kaif         |                |
| Gopi Arya                     | Ranvir Shorey                |                      |                 |                  | Ranvir Shorey        |                |
| Ajit Shenoy                   | Girish Karnad                | Girish Karnad        |                 |                  |                      |                |
| Captain Abrar                 | Gavie Chahal                 | Gavie Chahal         |                 |                  | Gavie Chahal         |                |
| Poorna / Aditi Nahta          |                              | Anupriya Goenka      | Anupriya Goenka |                  |                      |                |
| Captain Javed Baig            |                              | Danish Bhat          |                 |                  | Danish Bhat          |                |
| Karan Rao                     |                              | Anant Vidhaat Sharma |                 |                  | Anant Vidhaat Sharma |                |
| Rakesh Prasad Chaurasia       |                              | Kumud Mishra         |                 |                  | Kumud Mishra         |                |
| Junior                        |                              | Sartaaj Kakkar       |                 |                  | Sartaaj Kakkar       |                |
| Hassan Ali                    |                              | Jineet Rath          |                 |                  | Vishal Jethwa        |                |
| Major Kabir Dhaliwal          |                              |                      | Hrithik Roshan  |                  | Hrithik Roshan       | Hrithik Roshan |
| Oberst Sunil Luthra           |                              |                      | Ashutosh Rana   | Ashutosh Rana    | Ashutosh Rana        | Ashutosh Rana  |
| Pathaan                       |                              |                      |                 | Shah Rukh Khan   | Shah Rukh Khan       | Shah Rukh Khan |
| Rubina Mohsin                 |                              |                      |                 | Deepika Padukone |                      |                |

## Rezeption

### Einspielergebnisse
Das YRF Spy Universe ist die zweiterfolgreichste indische Filmreihe und belegt mit weltweiten Einnahmen von über 378,6 Millionen US-Dollar den elften Platz der erfolgreichsten Agentenfilmreihen (Stand: 21. Januar 2024).
| Film                         | Einspielergebnisse in US-Dollar | Einspielergebnisse in US-Dollar | Budget     | Quelle      |
| Film                         | Indien                          | Weltweit                        | Budget     | Quelle      |
| ---------------------------- | ------------------------------- | ------------------------------- | ---------- | ----------- |
| Mission Liebe – Ek Tha Tiger | 45.142.454                      | 55.417.463                      | 11,1 Mio.  | [ 4 ] [ 5 ] |
| Tiger Zinda Hai              | 67.110.000                      | 87.320.000                      | 20,5 Mio.  | [ 6 ]       |
| War                          | 53.579.155                      | 67.179.155                      | 21 Mio.    | [ 7 ]       |
| Pathaan                      | 77.080.000                      | 112.583.450                     | 28 Mio.    | [ 8 ]       |
| Tiger 3                      | 34.348.284                      | 56.135.962                      | 36 Mio.    | [ 9 ]       |
| Gesamt:                      | 242.911.609                     | 378.636.030                     | 116,6 Mio. |             |

### Kritiken
Stand: 17. August 2025
| Film                         | Rotten Tomatoes     | IMDb                      |
| ---------------------------- | ------------------- | ------------------------- |
| Mission Liebe – Ek Tha Tiger | 75 % (16 Kritiken)0 | 5,7 (40.825 Bewertungen)0 |
| Tiger Zinda Hai              | 64 % (14 Kritiken)  | 5,9 (35.714 Bewertungen)0 |
| War                          | 67 % (18 Kritiken)  | 6,6 (36.992 Bewertungen)0 |
| Pathaan                      | 82 % (34 Kritiken)  | 5,8 (162.413 Bewertungen) |
| Tiger 3                      | 55 % (22 Kritiken)  | 5,7 (55.534 Bewertungen)0 |
| War 2                        | 15 % (13 Kritiken)  | 6,2 (23.739 Bewertungen)0 |